# Japanisches Meer
| Japanisches Meer             | Japanisches Meer     |
| ---------------------------- | -------------------- |
| Lage des Japanischen Meeres  |                      |
| Japanischer Name             |                      |
| Kanji                        | 日本海               |
| Hiragana                     | にほんかい           |
| Hepburn                      | Nihonkai             |
| Übersetzung                  | Japanisches Meer     |
| Chinesischer Name            |                      |
| Langzeichen                  | 日本海               |
| Kurzzeichen                  | 日本海               |
| Pinyin                       | Rìběnhǎi             |
| Wade-Giles                   | Jih-pên-hai          |
| Zhuyin                       | ㄖˋ ㄅㄣˇ ㄏㄞˇ      |
| Übersetzung                  | Japanisches Meer     |
| Nordkoreanischer Name        |                      |
| Hangeul                      | 조선동해             |
| Hanja                        | 朝鮮東海             |
| McCune-Reischauer            | Chosŏn Tonghae       |
| Übersetzung                  | Koreanisches Ostmeer |
| Russischer Name              |                      |
| Kyrillisch                   | Япо́нское мо́ре        |
| Transkription                | Japonskoje More      |
| Übersetzung                  | Japanisches Meer     |
| Südkoreanischer Name         |                      |
| Hangeul                      | 동해                 |
| Hanja                        | 東海                 |
| Revidiert                    | Donghae              |
| Übersetzung                  | Ostmeer              |
| Karte des Japanischen Meeres |                      |

Das Japanische Meer ist ein Randmeer des Pazifischen Ozeans in Ostasien (Nordwestpazifik). In Südkorea wird es als Ostmeer und in Nordkorea als Koreanisches Ostmeer bezeichnet.

## Geographie
Es ist südlich und östlich durch die Japanischen Inseln, nördlich durch die Insel Sachalin und westlich durch die Primorje-Region Russlands und der Ostküste Koreas begrenzt.
Mit dem Pazifik verbunden ist das Japanische Meer durch die Koreastraße im Süden, die Tsugaru-Straße zwischen den japanischen Inseln Honshū und Hokkaidō und die La-Pérouse-Straße zwischen den Inseln Hokkaidō und Sachalin sowie mit dem Ochotskischen Meer durch den Tatarensund im Norden.

## Daten
Das Japanische Meer hat eine Fläche von rund 978.000 km² bei einer durchschnittlichen Tiefe von 1752 Meter und einer maximalen Tiefe von 4049 Meter. Es kann in drei Becken unterteilt werden: Das nördliche Japanbecken bildet den tiefsten Bereich, das Yamatobecken liegt im Südosten und das Tsushimabecken im Südwesten. Im Yamatobecken ist das Wasser am seichtesten. Dort liegt der Boden nur bei etwa 285 Meter unter Meeresniveau. Die Küsten der östlichen Inseln sind weit und relativ flach, hingegen sind die Festlandküsten, vor allem im Westen entlang der Küste von Korea, steil, rau und steinig.
Das Japanische Meer, obwohl selbst eher kälter als der Pazifik auf der anderen Seite der Inseln, trägt maßgeblich zum milden Klima in Japan bei. Die Fischerei ist ein bedeutender Wirtschaftsfaktor für die Anrainerstaaten; ein unter anderem daraus resultierender Konflikt, der die Fanggebiete betrifft, führte zu einem Streit über den Besitz der Liancourt-Felsen, die von Japan und Südkorea beansprucht und seit 1950 von Südkorea kontrolliert werden.
Im Japanischen Meer gibt es auch Vorkommen von Mineralien, die abgebaut werden, aber vor allem ist das Meer eine wichtige Schifffahrtsroute. Hier liegen unter anderen die Inseln Liancourt-Felsen, Oki-Inseln, Okushiri, Rebun, Rishiri, Sado, Tsushima und Ulleungdo.

## Namen und Namensstreit
Hauptartikel: Namensstreit um das Japanische Meer
- In den meisten historischen Überlieferungen wird es Walmeer (Hanja 鯨海, Hangeul 경해 Gyeonghae; chinesisch: 鲸海 mittelchinesisch: Gjaeng-hai; Pinyin: Jīnghǎi) genannt.[3][4]
- Laut chinesischen Schriften aus dem 5. Jahrhundert wurde das Meer von den ethnischen Gruppen auf der koreanischen Halbinsel als Ostmeer (chinesisch 東海 Dōnghǎi; koreanisch: 동해; Hanja 東海 Donghae) bezeichnet.
- In Matteo Riccis Kunyu Wanguo Quantu erscheint die Bezeichnung 日本海 Rìběnhǎi, deutsch ‚Japanisches Meer‘. Im damaligen Japan wurde es jedoch Sado Meer (japanisch 佐渡海) genannt, im Bezug auf die Gewässer unmittelbar zur Westküste der japanischen Inseln.
- In Jacques-Nicolas Bellins Carte des Isles du Japon aus dem Jahr 1735 wird es erstmalig als "Japan, Ezo und die umliegenden Meere" (Kanji 日本.蝦夷及周邊諸國圖) bezeichnet.
- Seit dem 18. Jahrhundert tritt der Name "Japanisches Meer" häufiger auf Karten auf.
- Das Kaiserreich Korea verwendete offiziell die Bezeichnungen Ostmeer oder Changhae (滄海), was „Dunkelgrünes Meer“ oder „Kühles Meer“ bedeutet.

In den Sprachen der heutigen Anrainerstaaten wird das Meer in Japan und Russland Japanisches Meer (japanisch 日本海 Nihonkai, russisch Япо́нское мо́ре Japonskoje More), in Nordkorea Koreanisches Ostmeer (조선동해 Chosŏn Tonghae) und in Südkorea Ostmeer (동해 Donghae) genannt. Der internationale Name des Gewässers ist zwischen den Ländern umstritten. Die Regierungen von Nord- und Südkorea setzen sich dafür ein, dass der Name „Ostmeer“ zusätzlich zu „Japanisches Meer“ verwendet wird. Die Internationale Hydrographische Organisation hat diesen Vorschlag weder angenommen noch abgelehnt. Sie entschied, dass sie noch nicht bereit sei, die 1953er Version ihrer Veröffentlichung S-23 – Limits of Oceans and Seas entsprechend umzuändern, lehnte jedoch zugleich den Antrag der japanischen Regierung, den Vorschlag auszuschließen, ab. Andere Staaten sowie internationale Institutionen haben bisher keine Stellung bezogen, verwenden aber weiter die internationale Bezeichnung „Japanisches Meer“. In manchen westlichen Atlanten und anderen, nicht-offiziellen Publikationen wird die Bezeichnung „Ostmeer“ parallel verwendet.